# وایالوا (هاوایی)
وایالوا (به انگلیسی: Waialua) یک منطقهٔ مسکونی در ایالات متحده آمریکا است که در هاوایی واقع شده‌است. وایالوا ۶٫۲ کیلومتر مربع مساحت و ۳٬۸۶۰ نفر جمعیت دارد و ۴ متر بالاتر از سطح دریا واقع شده‌است.